# Division d'Honneur 1910-1911
La Division d'Honneur 1910-1911 è stata la 16ª edizione della massima serie del campionato belga di calcio disputata tra il 18 settembre 1910 e il 23 aprile 1911 e conclusa con la vittoria del CS Brugeois, al suo primo titolo.

## Formula
Le squadre partecipanti furono dodici e disputarono un turno di andata e ritorno per un totale di 22 partite.
L'ultima classificata venne retrocessa in Promotion.

## Squadre
| Squadra                   | Città        | Stadio | Stagione 1909-1910  |
| ------------------------- | ------------ | ------ | ------------------- |
| RC Malines                | Malines      |        | Promotion           |
| SC Courtraisien           | Courtrai     |        | 11°                 |
| Léopold Club de Bruxelles | Bruxelles    |        | 10°                 |
| Racing Club Bruxelles     | Uccle        |        | 8°                  |
| FC Brugeois               | Bruges       |        | 2°                  |
| Beerschot AC              | Anversa      |        | 6°                  |
| CS Brugeois               | Bruges       |        | 3°                  |
| Anversa                   | Anversa      |        | 9°                  |
| Union Saint-Gilloise      | Saint-Gilles |        | Campione del Belgio |
| Daring Club de Bruxelles  | Bruxelles    |        | 4°                  |
| Excelsior SC de Bruxelles | Forest       |        | 7°                  |
| Standard Liegi            | Liegi        |        | 5°                  |

## Classifica finale
|                   | Pos. | Squadra                   | Pt | G  | V  | N | P  | GF | GS | DR  |
| ----------------- | ---- | ------------------------- | -- | -- | -- | - | -- | -- | -- | --- |
| Belgio (bandiera) | 1.   | CS Brugeois               | 35 | 22 | 16 | 3 | 3  | 76 | 24 | +52 |
|                   | 2.   | FC Brugeois               | 34 | 22 | 16 | 2 | 4  | 70 | 27 | +43 |
|                   | 3.   | Daring Club de Bruxelles  | 27 | 22 | 12 | 3 | 7  | 52 | 33 | +19 |
|                   | 4.   | Union Saint-Gilloise      | 27 | 22 | 12 | 3 | 7  | 55 | 36 | +19 |
|                   | 5.   | Racing Club de Bruxelles  | 24 | 22 | 11 | 2 | 9  | 52 | 43 | +9  |
|                   | 6.   | Beerschot AC              | 23 | 22 | 9  | 5 | 8  | 55 | 45 | +10 |
|                   | 7.   | Anversa                   | 21 | 22 | 9  | 3 | 10 | 44 | 46 | -2  |
|                   | 8.   | RC Malines                | 18 | 22 | 8  | 2 | 12 | 39 | 59 | -20 |
|                   | 9.   | Léopold Club de Bruxelles | 18 | 22 | 6  | 6 | 10 | 36 | 62 | -26 |
|                   | 10.  | Excelsior SC de Bruxelles | 16 | 22 | 6  | 4 | 12 | 36 | 60 | -24 |
|                   | 11.  | Standard Liegi            | 14 | 22 | 5  | 4 | 13 | 32 | 48 | -16 |
|                   | 12.  | SC Courtraisien           | 7  | 22 | 1  | 5 | 16 | 20 | 87 | -67 |

Legenda:

      Campione del Belgio
      Retrocesso in Promotion
Note:

Due punti a vittoria, uno a pareggio, zero a sconfitta.

### Verdetti
- CS Brugeois campione del Belgio 1910-11.
- SC Courtraisien retrocesso in Promotion.